# 랄프 윈터
랠프 데이나 윈터(Ralph Dana Winter, 1924년 12월 8일 – 2009년 5월 20일)는 미국의 선교학자이자 장로교 선교사이다. 윈터는 신학연장교육(Theological Education by Extension)의 개척자 중 하나였고, 교회와 선교 조직의 역할에 대한 논쟁을 일으켰고, 아직 전도 받지 못한 이들을 대상으로 한 개척 선교의 옹호자로 잘 알려졌다.
그는 미국세계선교센터(U.S. Center for World Mission; USCWM, 현재 명칭은 Frontier Ventures), 윌리엄 캐리 국제대학교, 그리고 국제전방개척선교학회(International Society for Frontier Missiology)의 창립자였다.
1974년 미국 복음전도자 빌리 그레이엄이 주최한 행사인 스위스 로잔의 세계 복음화 대회에서 윈터가 한 발표는 국제 선교의 분수령이 되었다. 이 발표에서 윈터는 국제 선교 전략 초점을 행정 구역에서 종족 집단으로 전환했다. 윈터는 선교 기관들이 국가를 목표로 삼는 대신 절반 이상이 아직 복음 메시지를 받지 못한 전세계 수천 개의 종족을 목표로 삼아야 한다고 주장하였다.